# 79号州际公路
79号州际公路（英語：Interstate 79）是一条南北方向的州际公路。该公路连接了西弗吉尼亚州查尔斯顿和宾夕法尼亚州伊利，全长343.24英里。